# Bouès
Le Bouès est un affluent droit de l'Arros, en Gascogne, région Occitanie dans le Sud-Ouest de la France, du bassin versant de l'Adour.

## Géographie
Le Bouès se forme sur le plateau de Lannemezan, juste en aval de Castéra-Lanusse, à la limite des communes d'Ozon et de Burg, au nord-ouest de Lannemezan. Il est alimenté à hauteur de 350 l/s par le canal du Bouès, lui-même alimenté par le canal de la Neste. Sa vallée étroite, orientée sud-nord, jouxte celle de l'Arros avec lequel il conflue en aval de Marciac. Sa longueur est de 62,5 km.

### Communes et départements traversés
- Hautes-Pyrénées : Ozon, Tournay, Burg, Bernadets-Dessus, Sère-Rustaing, Lamarque-Rustaing, Vidou.
- Gers : Miélan, Tillac, Marciac.

## Principaux affluents
Le Bouès a dix-sept affluents référencés dont :
- (G) le Sarraillé, 4 km.
- (G) le Milieu, 4 km.
- (G) le ruisseau d'Antin, 3 km.
- (D) le Picharrot, 1 km.
- (G) le ruisseau de Pétrou.
- (G) le ruisseau de la Bernaquère, 4 km.
- (G) le ruisseau de Cabournieu, en aval de Monlezun, en provenance de Puntoûs de Laguian, via le lac de Monpardiac.
  - (G) le ruisseau du Mont de Sart
- (G) le Laüs ou Lahus[2], 21 km, en aval de Marciac, en provenance de la forêt de Betplan.
- Le Lys, 9 km.
- (G) le ruisseau de Rieuzan, 5 km.
- le ruisseau d'Embarrère, 5 km.
- le ruisseau Lahissotte, 4 km.
- le ruisseau des Alems, 3 km.
- le Mahourat, 3 km.

(D) rive droite ; (G) rive gauche.

## Protection environnementale
La partie en amont du ruisseau fait partie d'une zone naturelle protégée, classée ZNIEFF de type I.